# گائل زوتر
گائل زوتر (انگلیسی: Gaël Suter؛ زادهٔ ۲۳ مارس ۱۹۹۲) دوچرخه‌سوار اهل سوئیس است.
وی در مسابقات کشوری و بین‌المللی در مجموع برندهٔ ۱ مدال طلا، ۱ مدال نقره شده‌است.